# 華江里 (臺北市)
華江里是台北市萬華區大理次分區轄下的一個里。面積0.2472平方公里，下轄28鄰。截至2024年，境內人口有7,880人，是萬華區人口最多的里。

## 邊界
西側為新北市板橋區、北側為糖廍里，東側為糖廍里、綠堤里，南側為和德里。